# Katinka Hosszúová
Katinka Hosszúová (vlastním jménem Hosszú Katinka, * 3. května 1989 Pécs) je maďarská plavkyně. Svoji stylovou všestrannost uplatňuje převážně v polohových závodech, je úřadující světovou rekordmankou na polohovce 200 m (2:06,12) a 400 m (4:26,36).
Připravovala se na Univerzitě Jižní Kalifornie, kde v roce 2012 vystudovala psychologii. Startovala na olympiádě v letech 2004 a 2008, kde se jí nepodařilo postoupit do finále. Do Londýna v roce 2012 už přicestovala jako jedna z favoritek, ale bylo z toho nakonec jen čtvrté místo na dlouhé polohovce a osmé na krátké. Na olympiádě 2016 v Riu de Janeiru patřila k nejúspěšnějším účastnicím, když vyhrála oba polohové závody a 100 m znak, na 200 m znak skončila druhá za Mayou DiRadovou z USA. Na hrách také vytvořila jeden světový a dva olympijské rekordy.
Má pět zlatých medailí z mistrovství světa v plavání (všechny na polohovce), šest z mistrovství světa v plavání v krátkém bazénu (třikrát polohový závod, dvakrát znak a jednou motýlek), je třináctinásobnou mistryní Evropy v dlouhém bazénu a desetinásobnou v krátkém bazénu. V letech 2012 až 2016 pětkrát po sobě vyhrála Světový pohár v plavání.
Byla čtyřikrát zvolena maďarskou sportovkyní roku (2009, 2013, 2014 a 2015), obdržela také Maďarský záslužný kříž. Mezinárodní plavecká federace ji vyhlásila nejlepší světovou plavkyní za rok 2014 a 2015.
Jejím manželem a trenérem je Američan Shane Tusup, známý svým maximalistickým přístupem k přípravě i temperamentním chováním při závodech.
Americký novinář Casey Barrett vyslovil v časopise Swimming World Magazine domněnku, že mimořádné výkony Hosszúové jsou způsobeny užíváním dopingu. Plavkyně, která ve své kariéře neměla nikdy pozitivní test na zakázané látky, podala na autora článku žalobu, arizonský soud ji však zamítl.
V roce 2015 pózovala pro maďarské vydání časopisu Playboy.